# Luis Mariano de Larra
Luis Mariano de Larra (født 17. december 1830, død 20. februar 1901) var en spansk digter, søn af Mariano José de Larra.
Larra gjorde sig kendt som dramatiker, dels ved alvorligere arbejder, som La Oración de la tarde — de fleste af disse er ikke videre heldige —, dels ved ret vellykkede, muntre operettetekster i nationalsmag, navnlig El barberillo de Lavapiés, der med Francisco Asenjo Barbieris musik blev et meget yndet repertoirestykke rundt om i Spanien.